# Hada alpina
Hada alpina är en fjärilsart som beskrevs av Max Wilhelm Karl Draudt 1950. Hada alpina ingår i släktet Hada och familjen nattflyn. Inga underarter finns listade i Catalogue of Life.